# 馬來西亞青年運動
马来西亚青年运动（英語：Young Malaysians Movement，简称：「青运」和「YMM」），前身为「马来西亚青年职工运动」，成立于1960年。青运是马来西亚最大的华裔青年团体，它在一群青年工作者的领导下，以终身学习的态度及「先善其身再兼善天下」的精神，通过专业性和文化性的熏陶，发展青年才智，以一致步伐推动青年醒觉与社会兴革，以图建立一个公民社会。
青运目前在全马来西亚共有14个州分会、32个县会、861个支会，会员超过15万人。

## 历史
1960年，马来西亚青年职工运动在世界青年大会及马来西亚理事会的协助下成立。创办人包括：已故萧隆兴国会议员、陆建平、杨燕璋、林绍钧、萧怀锦、廖正明、黎禄强、罗恒次、陈驹腾及萧多尼等。
1972年，为避免大众把这组织当成职工会组织，因而从改名为马来西亚青年运动。 1972-1979年间，因缺乏经费，青运只在六个州属（森美兰、雪兰莪、霹雳、槟城、吉兰丹、吉隆坡）设有支会。 1979-1980年，其他分会开始成立（柔佛、吉打、登嘉楼、玻璃市、彭亨）。
1984年，东马第一个青年组织成立，即为沙巴分会。 2000年，东马砂拉越州分会成立。自此，全马十三州皆有分会。 

## 青运标志
青运标志中心是一个巨轮，象征青运以发展青年自立自强，催化社会兴革为中心哲学，诚如时代巨轮往前发展、演进。
巨轮的核心是青运的英文名字「Young Malaysians Movement」及中文简称「青运」，象征马来西亚青年运动乃是转动时代巨轮的轴心与动力。
文字采蓝底白字。蓝色代表了服务，也是参与贡献的尊严，白色代表青年的纯洁、光明与希望。

## 青运训词
1. 热爱青运，捍卫整体利益
2. 严守纪律，树立青运形象
3. 教育青年，献身服务社会
4. 自力更生，提高青年地位
5. 维护宪法，保障人权自由
6. 团结青年，建设公平社会

## 青运之歌
我们有远大的志向
我们有崇高的理想
我们是国家的栋梁
我们是时代的先锋
像一盏明灯引导青年
走向那光明的道路
不分种族 和平共处
自力更生 团结一致
为国家 为社会
要为人群服务

## 组织领导

### 历任总会长
- 1960年 - 1972年：萧隆兴[1]
- 1972年 - 1973年：杨燕璋
- 1973年 - 1981年：李宏才
- 1981年 - 1987年：许金瑞
- 1987年 - 1997年：涂鸿棠
- 1997年 - 1997年：许嵄智
- 1997年 - 2003年：林猷杰
- 2003年 - 2005年：拿督刘国泉
- 2005年 - 2011年：黄振隆
- 2011年 - 2013年：陈沛良
- 2013年 - 2015年：沈君伟
- 2015年 - 2019年：周世抆
- 2019年 - 2023年  ：吴袺濠
- 2023年 - 至今  ：颜丕永

### 各州分会主席
2023-2025年各州分会主席如下：
- 联邦直辖区：孙汉强
- 柔佛州：潘雯倩
- 雪兰莪州：黄耀亮
- 吉打州：吕金霓
- 槟城州：陈靖轩
- 吉兰丹州：胡胜峰
- 森美兰州：黄健玮
- 砂拉越州：陈俊翰
- 沙巴州：郑展博
- 马六甲州：王雪萍
- 登嘉楼州：罗振豪
- 霹雳州：杨发成
- 彭亨州：刘庆康

## 国家青年运动之参与
青运是马来西亚青年理事会（Majlis Belia Malaysia）的成员，也是马来西亚青年与体育部所承认的注册青年团体。青运作为国家青年组织的一份子，经常推荐积极的会员，参与上述单位主办之活动与计划：
- 国外青年交换计划：与日本、韩国、英国、菲律宾、新加坡、澳州、印尼、巴基斯坦、印度等国家交流
- 亚洲船青年交换计划：环绕各国六十天交流
- 国内青年交流计划：东西马青年交流
- 政府技职训练免费课程
- 策略研究所（LKD）免费研究课程
- 青年企业贷款计划
- 青年农业贷款计划
- 青年训练计划
- 青年工艺训练计划
- 学习课程、研究课程
- 国家青年节
- 国家青年大露营
- 国际青年大露营
- 领袖训练营
- 航海训练课程
- 活动拨款